# David Messina
David Messina (Palermo, 7 febbraio 1932 – Milano, 4 maggio 2024) è stato un giornalista, telecronista sportivo e autore televisivo italiano.

## Biografia
Laureato in Giurisprudenza all'Università degli Studi di Palermo, cominciò la sua carriera di giornalista presso L'Ora di Palermo come cronista giudiziario.
Le sue capacità, grazie alle quali divenne professionista sul finire del 1965, non vennero trascurate dai big del giornalismo e, dopo aver collaborato come cronista sportivo a Tuttosport (come corrispondente siciliano), si trasferì a Milano come inviato dei quotidiani La Stampa, Corriere dello Sport e La Gazzetta dello Sport, per poi arrivare a essere una delle firme maggiori del quotidiano seguendo con particolare attenzione le vicende del calciomercato.
Tra il 1982 e il 1984 lavorò a Telemontecarlo con la trasmissione Quasigol e, con la nascita delle emittenti televisive regionali, iniziò a collaborare con Telelombardia fondando i programmi Qui studio a voi stadio e Cartellino rosso, trasmissione ideata con la possibilità per i telespettatori di poter chiamare in diretta rivolgendo domande, oppure opinioni, al conduttore nel dopo-partita.
Lasciata Telelombardia passò a Italia 7 Gold come opinionista di punta della trasmissione Diretta stadio... ed è subito goal!, per poi collaborare con Play TV, Canale Italia (conducendovi vari programmi di sport e attualità) e Antennatre.
Contemporaneamente alle apparizioni televisive, Messina diresse la rivista Top Hockey e fu dal 1993 presidente del Gruppo Lombardo Giornalisti Sportivi (che sotto la sua spinta si professionalizzò sempre di più e diventò tra i più attivi a livello nazionale), nonché insegnante di giornalismo a Milano.
Nell'aprile 2007 si candidò per la presidenza dell'USSI assieme a Luigi Ferrajolo, presidente dell'Ordine dei Giornalisti Sportivi del Lazio. Le elezioni videro la vittoria di Ferrajolo con 90 voti, contro i 46 di Messina e 9 schede nulle.
David Messina morì a Milano il 4 maggio 2024 all'età di 92 anni.

## Libri
- Sandro Mazzola vi insegna il calcio
- Va Italia va (in collaborazione con il collega Franco Mentana) edito da Polver
- L'Italia di Arrigo Sacchi edito da  Mursia
- Gioie, brividi, avventure: ecco la storia di 68 anni di mondiali edito da Rizzoli